# Suomen virallinen lista
Danh sách chính thức Phần Lan (tiếng Phần Lan: Suomen virallinen lista, tiếng Thụy Điển: Finlands officiella lista) là tên gọi các bảng xếp hạng thu âm quốc gia của Phần Lan, được đăng bởi ÄKT (IFPI Phần Lan).
Bảng xếp hạng được giới thiệu lần đầu tiên vào tháng 1 năm 1991 với tên gọi Radiomafian lista và đã được phát sóng trên đài Radiomafia (nay là YleX). Bảng xếp hạng này trở nên chính thức từ năm 1994.
Hiện nay có những bảng xếp hạng sau được phát hành hàng tuần:
- Album (Top 50)
- Đĩa đơn (Top 20)
- Download (Top 30)
- Album nửa-giá (Top 10)
- DVD âm nhạc (Top 10)